# Impasse Alexandre-Lécuyer
L'impasse Alexandre-Lécuyer est une voie sans issue située dans le quartier des Grandes-Carrières du 18e arrondissement de Paris, en France.

## Situation et accès
L'impasse Alexandre-Lécuyer est une voie ouverte à la circulation située dans le nord du 18e arrondissement de Paris (quartier des Grandes-Carrières) sur une étroite bande de terrain entre l'ancienne ligne de Petite Ceinture au sud et le boulevard Ney au nord. Il s'agit d'une voie rectiligne de près de 200 m de long et 6 m de large, orientée ouest-sud-ouest/est-nord-est. Elle débute à l'est au 103, rue du Ruisseau, a son débouché sur le boulevard Ney, et se termine en impasse à l'ouest. La villa des Tulipes lui est parallèle.
La numérotation des immeubles débute au niveau de son débouché sur la rue du Ruisseau. Les numéros augmentent en direction du bout de l'impasse, les numéros impairs à gauche et les numéros pairs à droite.

Le milieu et le fond de l'impasse
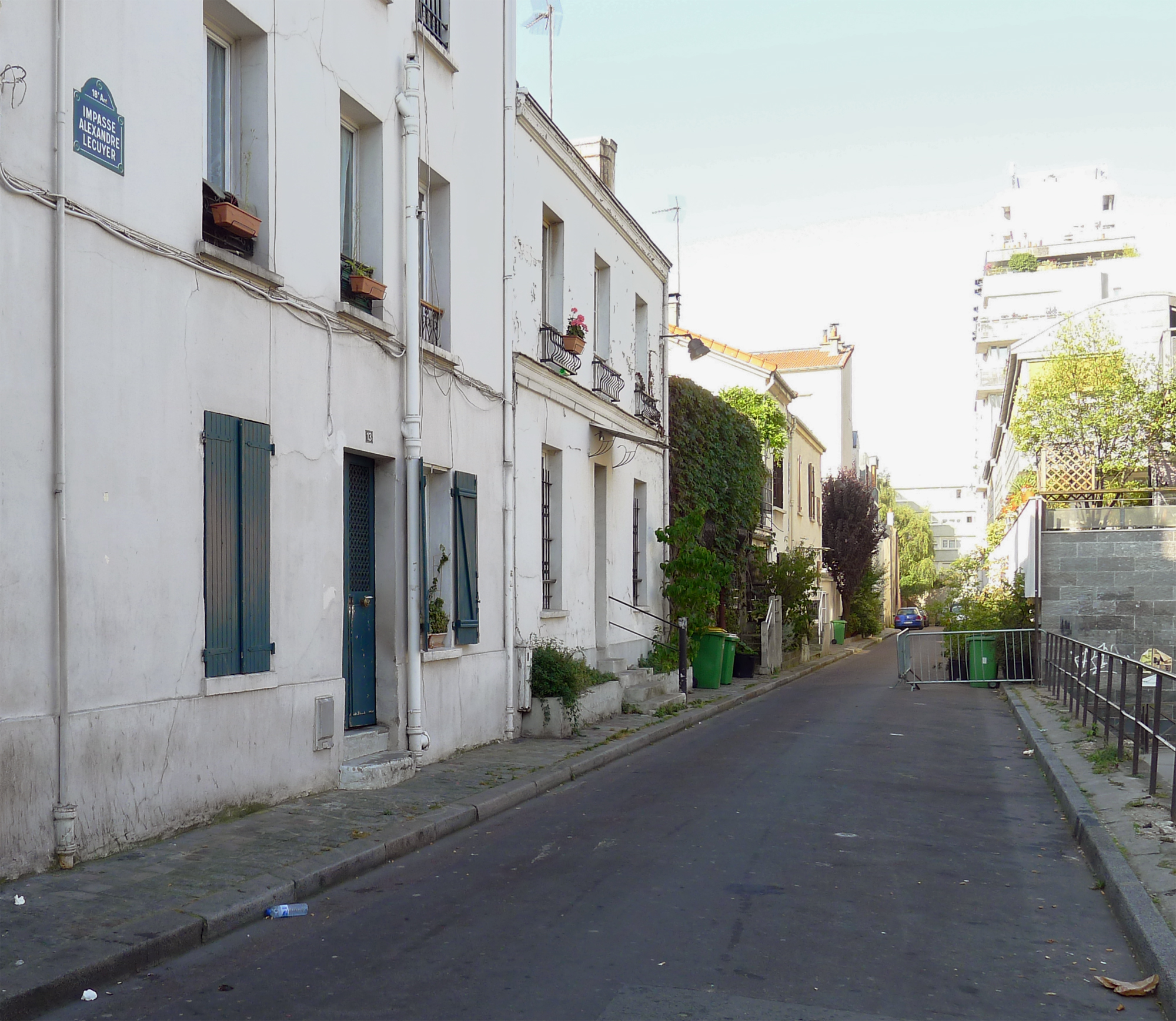
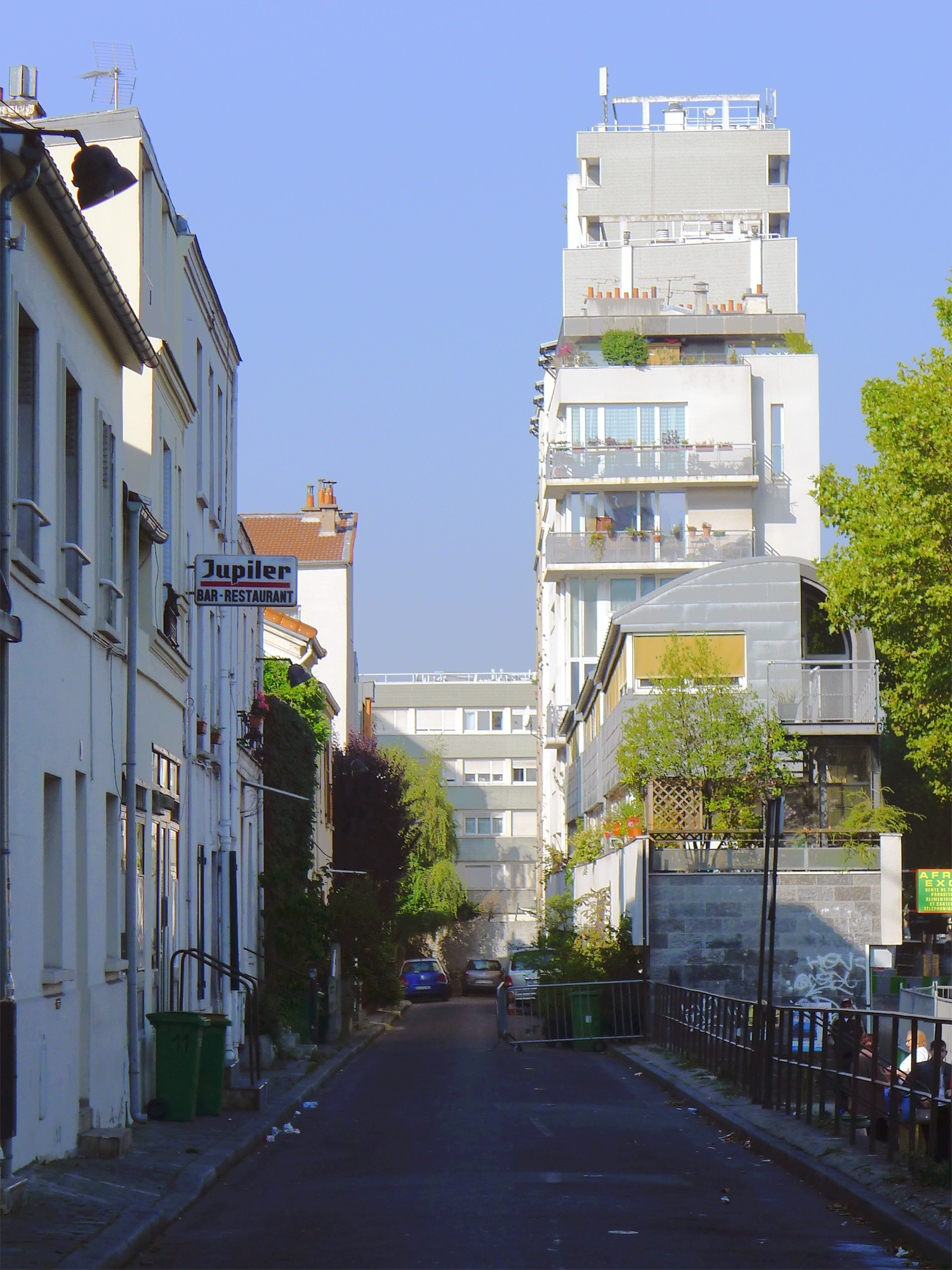

## Origine du nom
Elle porte le nom d'Alexandre Lécuyer, cultivateur-carrier et propriétaire des terrains sur lesquels la voie est ouverte. Elle est ouverte à la circulation publique en 1959.

## Historique
La zone occupée par la voie fait à l'origine partie de la commune de Montmartre. Elle n'est pas encore indiquée comme urbanisée sur les cadastres de la première moitié du XIXe siècle et est alors appelée les « Hautes-Malassis ». En 1860, la commune de Montmartre est absorbée lors de l'agrandissement de Paris. L'urbanisation date de cette époque. 
La voie est ouverte sur les terrains d'un propriétaire, cultivateur-carrier dont elle prend le nom et figure sur le cadastre de 1877.
Elle est ouverte à la circulation publique par arrêté du 23 juin 1959.